# 13336 Jillpernell
13336 Jillpernell este o planetă minoră (asteroid), cu un diametru de 5,152 km, din centura de asteroizi. A fost descoperită pe 26 septembrie 1998 la Magdalena Ridge Observatory⁠(d) de Lincoln Near-Earth Asteroid Research. 
Obiectul prezintă o orbită caracterizată de o semiaxă mare de 2,8796379 UAi, o excentricitate de 0,18, o înclinație de 3,67019 ° în raport cu ecliptica.